# Werner Rom

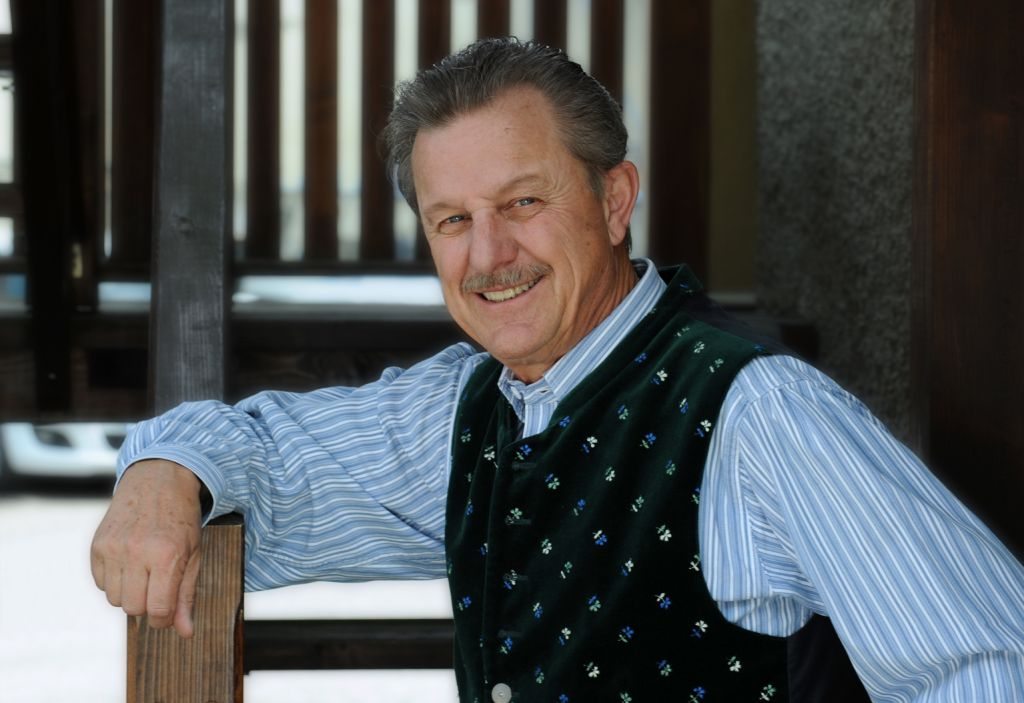
Werner Rom

Werner Rom (* 1. Januar 1946 in Dorfen) ist ein deutscher Schauspieler und bayerischer Volksschauspieler.

## Leben
Rom war seit Mitte der 1960er Jahre auf allen wichtigen bayerischen Theaterbühnen präsent, darunter die Siegfried-Lindner-Bühne, Tegernseer Volkstheater, Ludwig-Thoma-Bühne und das Chiemgauer Volkstheater. Ende 1970 ging er zum Film. Er spielte Nebenrollen in bekannten Fernsehserien und -filmen wie Tatort, Der Millionenbauer, Die Rumplhanni, Einmal leben und Der Bulle von Tölz. Bundesweit bekannt wurde er durch seine Darstellung des Bäckermeisters Max Kreitmeier in der Reihe Löwengrube (1989–1992), wo er an der Seite von Jörg Hube, Alexander Duda und Christine Neubauer arbeitete. In den Jahren 2004 bis 2006 war er neben Uschi Glas und Ruth Drexel in der Fernsehserie Zwei am großen See zu sehen.
In Marcus H. Rosenmüllers Film Beste Gegend hat Werner Rom einen Gastauftritt als Hausmeister des örtlichen Gymnasiums, in dem die beiden Hauptfiguren Kati (Anna Maria Sturm) und Joe (Rosalie Thomass) ihre Abiturprüfung ablegen. In dem Abschlussfilm von Thomas Kronthaler Die Scheinheiligen spielte Rom die Rolle des Bürgermeisters. Vom 8. Oktober 2007 bis Oktober 2023 spielte er in der BR-Fernsehserie Dahoam is Dahoam den Bürgermeister (ab 2014 Landrat) Lorenz Schattenhofer. Er wandelte seinen Hof in eine gemeinnützige GmbH um (mit Gschwendtner als Geschäftsführer) und ist seither auf Reisen in Brasilien und der ganzen Welt.

## Filmografie (Auswahl)
- 1977–2019: Der Komödienstadel (5 Folgen)
- 1978: Sachrang (Fernsehfilm)
- 1979: Der Ruepp (Fernsehfilm)
- 1979: Andreas Vöst (Fernsehfilm)
- 1979–1980: Der Millionenbauer (Fernsehserie, 2 Folgen)
- 1979–1980: Der Bürgermeister (Fernsehserie, 6 Folgen)
- 1981: Gerichtsvollzieher (Fernsehserie, 1 Folge)
- 1981: Die Rumplhanni (Miniserie, 1 Folge)
- 1981: Der Glockenkrieg (Fernsehfilm)
- 1982: Jagerloisl (Fernsehfilm)
- 1982: Steckbriefe (Fernsehserie)
- 1984: Kovacs
- 1984: Vorsicht Falle! (Fernsehserie, 1 Folge)
- 1986: Münchener Freiheit (Fernsehserie, 1 Folge)
- 1987: Es geigt sich was (Fernsehfilm)
- 1989: Wie würden Sie entscheiden? (Fernsehserie, 1 Folge)
- 1992: Sieben auf einen Streich
- 1993–2018: Chiemgauer Volkstheater (7 Folgen)
- 1995: Der Bergdoktor (Fernsehserie, 1 Folge)
- 1995: Ein unvergessliches Wochenende... am Tegernsee (Fernsehfilmreihe, 1 Folge)
- 1995: Hölleisengretl
- 1995: Sau sticht (Fernsehfilm)
- 1995: Über Kreuz (Fernsehfilm)
- 1996: Und keiner weint mir nach
- 1996: Mutproben (Fernsehfilm)
- 1996: Der Weg ins Paradies (Fernsehfilm)
- 1996: Ärzte (Fernsehserie, 1 Folge)
- 1996: Zwei zum Verlieben (Fernsehserie, 2 Folgen)
- 1997: Sophie – Schlauer als die Polizei (Fernsehserie, 1 Folge)
- 1997: Frauenarzt Dr. Markus Merthin (Fernsehserie, 1 Folge)
- 1999: Zugriff (Fernsehserie, 1 Folge)
- 1998: Lychees Weiß Blau (Fernsehfilm)
- 1998–2000: Weißblaue Geschichten (Fernsehserie, 2 Folgen)
- 1999: Verlorene Kinder (Fernsehfilm)
- 1999: Sylvia – Eine Klasse für sich (Fernsehserie)
- 1999: Ganz unten, ganz oben
- 2000: Einmal leben (Fernsehfilm)
- 2001: Die Scheinheiligen
- 2002: Unterholz (Fernsehfilm)
- 2002: Der Tod ist kein Beweis (Fernsehfilm)
- 2003: Forsthaus Falkenau – Unter Verdacht (Fernsehserie)
- 2003: Polizeiruf 110: Tiefe Wunden
- 2003: Annas Heimkehr (Fernsehfilm)
- 2003: SOKO Kitzbühel (Fernsehserie, 1 Folge)
- 2004: Der Wunschbaum (Miniserie, 1 Folge)
- 2004–2006: Zwei am großen See (Fernsehserie, 5 Folgen)
- 2005: Josefs Brüder (Kurzfilm)
- 2005: Zeit der Fische (Fernsehfilm)
- 2005: Es ist ein Elch entsprungen
- 2006: Sturm der Liebe (Fernsehserie, 7 Folgen)
- 2006–2016: Die Rosenheim-Cops (Fernsehserie, 3 Folgen)
- 2007: Die Verzauberung (Fernsehfilm)
- 2008: Beste Gegend
- 2008: Utta Danella (Fernsehfilmreihe, 1 Folge)
- 2020: Ausgrissn! In der Lederhosn nach Las Vegas

### Tatort
| Titel                 | Folge | Rolle                        | Erstausstrahlung  |
| --------------------- | ----- | ---------------------------- | ----------------- |
| Maria im Elend        | 107   | Kriminalpolizist             | 16. Dezember 1979 |
| Im Fadenkreuz         | 130   | Polizeibeamter               | 15. November 1981 |
| Tod auf dem Rastplatz | 135   | Kriminalpolizeibeamter       | 12. April 1982    |
| Nur ein Spiel         | 598   | Stolze, Polizeibeamter a. D. | 22. Mai 2005      |

### Serien
| Jahr      | Serie              | Folge(n)                                                                                 | Titel                                                                     | Rolle                                                                           | Erstausstrahlung                                                      |
| --------- | ------------------ | ---------------------------------------------------------------------------------------- | ------------------------------------------------------------------------- | ------------------------------------------------------------------------------- | --------------------------------------------------------------------- |
| 1984      | Derrick            | 152                                                                                      | Der Tote auf der Parkbank                                                 | Herr Basse                                                                      | 5. Juni 1987                                                          |
| 1985      | Schafkopfrennen    | 1 2 3 4 5                                                                                | Grün-Solo Herz ist Trumpf Die Schellen-Sau Stoß retour Unter sticht Ober  | Großbauer Paul Schantl                                                          |                                                                       |
| 1988–1992 | Löwengrube         | 5–32                                                                                     |                                                                           | Bäcker Max Kreitmeier                                                           |                                                                       |
| 1989      | Lindenstraße       | 199 200 206 209                                                                          | Im Ernst Großreinemachen Das Apartment Nachwehen                          | Brauereibesitzer Anton Gruber                                                   | 24. September 1989 1. Oktober 1989 12. November 1989 3. Dezember 1989 |
| 1989      | Café Meineid       | 6 (1. Staffel)                                                                           | Einfach so …                                                              | Fritz Hupfauer                                                                  | 10. November 1990                                                     |
| 1992      | SOKO 5113          |                                                                                          |                                                                           | Kioskbesitzer Bengel                                                            |                                                                       |
| 1995      | Café Meineid       | 53 (5. Staffel)                                                                          | Dieses Volk                                                               | Hans Kandler                                                                    |                                                                       |
| 1997      | Der Bulle von Tölz | 12                                                                                       | Eine Hand wäscht die andere                                               | Bürgermeister Ignaz Rissbacher                                                  | 13. April 1997                                                        |
| 1997      | Wildbach           | 51 (4. Staffel, Folge 12)                                                                | Abgestürzt                                                                | Bergbauer Anton Kreitmeier                                                      |                                                                       |
| 1998      | SOKO 5113          | 235 (Staffel 20, Nr. 17)                                                                 | Brudermord                                                                | Nachbar                                                                         | 17. Mai 2000                                                          |
| 1999      | Café Meineid       | 97 (7. Staffel)                                                                          | Glück                                                                     | Gustl Weinhuber                                                                 | 22. März 1999                                                         |
| 2002      | Lindenstraße       | 858                                                                                      | Maiglöckchen                                                              | Bauer                                                                           | 12. Mai 2002                                                          |
| 2001      | Forsthaus Falkenau | 166 (Staffel 13, Nr. 9)                                                                  | Unter Verdacht                                                            | Förster Rattek                                                                  | 14. März 2003                                                         |
| 2002      | Café Meineid       | 125 (9. Staffel)                                                                         | Die Uhr läuft                                                             | Andreas Braun                                                                   | 5. April 2002                                                         |
| 2002–2003 | Polizeiruf 110     | 245                                                                                      | Tiefe Wunden                                                              | Jakob Brenner                                                                   | 19. Januar 2003                                                       |
| 2004      | SOKO Kitzbühel     | 28 (Staffel 2, Nr. 11)                                                                   | Die Bestattung                                                            | Gillmeier                                                                       | 2. Juni 2004                                                          |
| 2006      | Die Rosenheim-Cops | 68 (Staffel 5, Folge 12)                                                                 | Ein Sarg für zwei                                                         | Ludwig Schwabach                                                                | 28. Februar 2006                                                      |
| 2006      | Um Himmels Willen  | 67 (Staffel 6, Nr. 2) 71 (Staffel 6, Nr. 6) 72 (Staffel 6, Nr. 7) 76 (Staffel 6, Nr. 11) | Der allerletzte Zeuge Unschuld vom Lande Madonnen Fieber Turmbau zu Babel | Bauer Armbruster                                                                | 30. Januar 2007 27. Februar 2007 6. März 2007 3. April 2007           |
| 2006      | Sturm der Liebe    | 210–214, 288, 289                                                                        |                                                                           | Quirin von Thalheim                                                             |                                                                       |
| 2007–2023 | Dahoam is Dahoam   | 1–3110                                                                                   |                                                                           | Bürgermeister Lorenz Schattenhofer, ab August 2014 Landrat Lorenz Schattenhofer | 8. Oktober 2007–Okt. 2023                                             |
| 2009      | Die Rosenheim-Cops | 160 (Staffel 9, Folge 4)                                                                 | Ein Hai weniger                                                           | Josef Hartinger                                                                 | 29. September 2009                                                    |
| 2016      | Die Rosenheim-Cops | 342 (Staffel 15, Folge 23)                                                               | Kampf um die Krone                                                        | Martin Kerscher                                                                 | 9. Februar 2016                                                       |